# Сама, Стивен
Стивен Сама (нем. Stephen Sama; 5 марта 1993, Баменда, Камерун) — немецкий футболист, защитник.

## Клубная карьера
Стивен родился в Камеруне, в городе Баменда, однако в раннем возрасте переехал в Германию и стал заниматься футболом в небольшом клубе «Шварц-Вайс». Позднее стал заниматься в молодёжных командах «Ваттеншайд 09», «Бохума» и дортмундской «Боруссии». В 2009 году стал игроком молодёжной команды английского клуба «Ливерпуль». Проведя в молодёжном составе три года, стал привлекался к играм первой команды, однако, за два года не сыграл ни матча. Тем не менее, ему удалось попасть в заявку команду для Лиги Европы. В 2014 году вернулся на родину и начал выступления за вторую команду «Штутгарта».